# Quadrella ferruginea
Quadrella ferruginea är en kaprisväxtart. Quadrella ferruginea ingår i släktet Quadrella och familjen kaprisväxter.

## Underarter
Arten delas in i följande underarter:
- Q. f. cubensis
- Q. f. ferruginea